# Johannes Nicolaus Brønsted

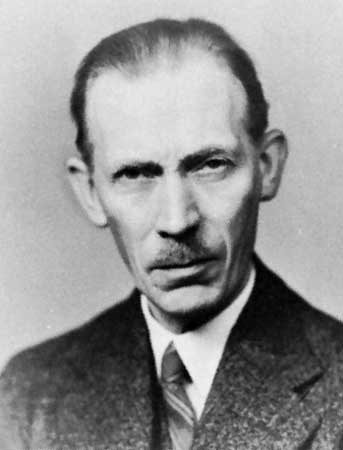
Johannes Brønsted

Johannes Nicolaus Brønsted (* 22. Februar 1879 in Varde, Jütland; † 17. Dezember 1947 in Kopenhagen) war ein dänischer Physikochemiker, der insbesondere für die von ihm geschaffene Säure-Base-Theorie bekannt ist.

## Leben und Wirken
Brønsted begann sein Studium als Chemieingenieur 1897 am Polytechnikum in Kopenhagen mit dem Abschluss 1899 und studierte danach Chemie an der Universität Kopenhagen mit dem Abschluss 1902. Im Jahr 1905 wurde er Assistent am Chemischen Institut. Er wurde 1908 promoviert und erhielt im selben Jahr an der Universität den gerade eingerichteten dritten Chemie-Lehrstuhl für Physikalische Chemie. Gleichzeitig unterrichtete er bis 1930 anorganische Chemie am Polytechnikum. Fachlich war er auf die Physikalische Chemie und chemische Thermodynamik spezialisiert, die trotz stürmischer Entwicklung des Fachs in seiner Zeit (Wilhelm Ostwald, Svante Arrhenius, Walther Nernst) bis dahin in Dänemark vernachlässigt worden war. Allerdings hatte sich im 19. Jahrhundert Julius Thomsen in Kopenhagen damit befasst, an den Brønsted anknüpfte. Das begann in einer Reihe von Arbeiten ab 1904 und speziell von 13 Monographien von 1906 bis 1921 über chemische Affinität, die er nach Thomsen mit Reaktionswärmen verknüpfte, aber nicht kalorimetrisch untersuchte, sondern über die elektromotorische Kraft galvanischer Zellen. Die dritte dieser Arbeiten war auch seine Dissertation. Teilweise untermauerte er dabei die von Nernst 1906 aufgestellte Theorie. Zu dieser Zeit etablierte in Dänemark Søren Sørensen die Definition des pH-Wertes.
Anfang der Zwanzigerjahre des 20. Jahrhunderts arbeitete er zusammen mit George de Hevesy an der Isotopentrennung durch fraktionierte Destillation von Quecksilber und Chlor und deren Atommassebestimmung. Er bestimmte auch experimentell die von Gilbert Newton Lewis eingeführten Aktivitätskoeffizienten und fand mit La Mer deren Abhängigkeit von Ladung und Ionenstärke (was zur gleichen Zeit Peter Debye und Erich Hückel theoretisch untersuchten). 1922 klärte er den Einfluss der Aktivitätskoeffizienten von Lösungen auf Reaktionsgeschwindigkeiten.
Aus dem Jahre 1923 stammt seine, heute Brønsted-Lowry genannte Protonen-Theorie über Säuren und Basen (siehe Säure-Base-Konzepte). Brønsted und Martin Lowry waren unabhängig voneinander zu derselben Definition gekommen. Ausgangspunkt der Theorie war seine Untersuchung der katalytischen Zersetzung von Nitramid mit Pedersen (1922), wobei er erkannte, dass auch Stoffe Basen-artig wirken, wenn sie keine Hydroxidionen bilden.
1926 und 1927 war Brønsted als Gastprofessor in den USA und hielt Vorlesungen unter anderem an der Yale University und der Columbia University. In den folgenden Jahren führte er kolloidchemische Studien durch und untersuchte die Eigenschaften von Hochpolymeren.
Ab 1930 wurde er Direktor eines eigenen neu gegründeten Instituts für Physikalische Chemie in Kopenhagen, wo er auch sein eigenes Labor erhielt. Die Gründung erfolgte mit internationaler Unterstützung, da er zwar viele ausländische Wissenschaftler und Studenten nach Kopenhagen zog, die Verhältnisse aber sehr beengt waren.
Brønsted war mit den üblichen Darstellungen der Thermodynamik unzufrieden und entwickelte eine eigene Formulierung, die ihn in heftige Konflikte mit Physikern brachte.
1947 wurde er für Venstre in den Folketing gewählt, konnte jedoch aufgrund fortschreitender Krankheit sein Mandat nicht mehr antreten.

## Sonstiges
In einigen deutschen Lehrbüchern wird der Name fälschlicherweise Brönsted, Brönstedt oder Brønstedt geschrieben.

## Schriften (Auswahl)
- Blandingsaffiniteten: binaere Systemer, Kopenhagen 1908
- Grundrids of den fysiske kemi (Lehrbuch für physikalische Chemie), Kopenhagen 1912, Neuauflage 1936[2], 1943 (englische Übersetzung London 1937)
- Einige Bemerkungen über den Begriff der Säuren und Basen, Recueil des travaux chimiques des Pays-Bas et de la Belgique, 42 (1923), 718–728
- mit V. K. la Mer: The Activity Coefficients of Ions in Very Dilute Solutions, Journal of the American Chemical Society, 46 (1924), 555–573
- mit K. Pedersen: Die katalytische Zersetzung des Nitramids und ihre physikalisch-chemische Bedeutung, Zeitschrift für Physikalische Chemie, 108 (1924), 185–235
- Om syre- og basekatalyse (Über Säuren- und Basenkatalyse), Kopenhagen 1926
- The Fundamental Principles of Energetics, Philosophical Magazine, 7th ser., 29 (1940), 449–470
- On the Concept of Heat, Kongelige Danske Videnskabernes Selskabs Skrifter, 19, no. 8 (1941), 79 ff.
- Principer og problemer i energetiken, Kopenhagen 1946,
  - Englische Übersetzung: Principles and problems in energetics, Interscience 1955

## Ehrungen (Auswahl)
- 1928: Örsted-Medaille der dänischen Selskabet for naturlærens udbredelse
- 1929: Mitglied der American Academy of Arts and Sciences
- 1947: Ehrendoktorat der University of London
- 1947: Mitglied der National Academy of Sciences